# Senat (Barbados)
Senat (ang. Senate) – izba wyższa parlamentu Barbadosu, złożona z 21 członków powoływanych na pięcioletnią kadencję przez prezydenta. Dwunastu kandydatów na senatorów wskazuje gubernatorowi premier, dwóch lider opozycji, natomiast pozostałe siedem mandatów prezydent może obsadzić według własnego uznania. Senatorowie muszą być obywatelami Barbadosu w wieku co najmniej 21 lat i zamieszkiwać na jego terytorium przez co najmniej 12 miesięcy przed swoją nominacją. 